# 헌정 음반
헌정 음반(獻呈音盤)은 공적이 있는 인물, 그룹에 칭찬하기 위해 만든 음반이다. 여러 뮤지션에 의해 대상 뮤지션의 곡을 커버한 컴필레이션 음반 및 리메이크 음반과 같은 형식으로 되어 있는 것이 많다.